# Cayo (papa)
Cayo (Salona, ¿?-Roma, 22 de abril del 296) fue 28.º papa de la Iglesia católica desde el 283 hasta su muerte en el 296.
Sobrino del emperador romano Diocleciano, este parentesco le permitió trasladarse a Roma bajo la protección imperial, donde la tradición dice que residió en una casa lindante con la de su hermano San Gabino y la hija de este, la virgen romana Santa Susana. Además de ser hermano de los mártires: Claudio y Máximo, quienes fueron tesorero privado del emperador y funcionario imperial respectivamente.
Aprovechando que su pontificado se desarrolló en un período libre de persecuciones, Cayo dedicó sus esfuerzos a delimitar las instituciones de la Iglesia y así apoyó el desarrollo de las escuelas de Alejandría y Antioquía. Asimismo estableció que nadie podía ser nombrado obispo sin antes haber pasado por los grados de ostiario, lector, acólito, exorcista, subdiácono, diácono y sacerdote.
Murió poco antes de desatarse la última y más terrible persecución que habría de abatirse contra los cristianos. Aunque Cayo no murió como mártir, parece que sí sufrió grandes hostilidades por parte de los oficiales romanos, posiblemente dado su parentesco con el emperador.